# Nowosiółka (gmina)
Nowosiółka – dawna gmina wiejska w powiecie podhajeckim województwa tarnopolskiego II Rzeczypospolitej. Siedzibą gminy była Nowosiółka.

## Historia
Gminę utworzono 1 sierpnia 1934 r. w ramach reformy na podstawie ustawy scaleniowej z dotychczasowych gmin wiejskich: Beckersdorf, Justynówka i Nowosiółka.
W marcu 1938 przyznano marszałkowi Edwardowi Śmigłemu-Rydzowi honorowe obywatelstwo gminy.
Pod okupacją niemiecką w Polsce włączona do nowej gminy Podhajce.
Po II wojnie światowej obszar gminy znalazł się w ZSRR.